# Литтл Джонни Тейлор
Литтл Джонни Тейлор (англ. Little Johnny Taylor, настоящее имя Джонни Ламонт Мерретт англ. Johnny Lamont Merrett (по иным утверждениям Джонни Янг) ; 11 февраля 1943, Грегори, Арканзас, США — 17 мая 2002, Конуэй, Арканзас, США) — американский блюзовый и соул-певец. Номинант Blues Music Awards в номинации «Переизданный альбом» (1981).

## Биография
Родился в Арканзасе в 1943 году. В 1950 году переехал с семьёй в Лос-Анджелес, где впоследствии начал карьеру певца в стиле госпел. С конца 1950-х он активно выступает в группе Stars of Bethel, а 1960 по 1963 год выступал в составе с госпел-группы Mighty Clouds of Joy. Уже с конца 1950-х периодически пел блюз в местных клубах. В начале 1960-х годов под влиянием Литтл Вилли Джона начал пробовать себя в R&B, пел в группе Johnny Otis Revue, а затем записав несколько 45" пластинок для компании Swingin'. Однако его карьера начала развиваться лишь после подписания в 1963 году контракта с дочерним лейблом Galaxy компании Fantasy Records в Сан-Франциско. Его первым хитом стал среднетемповый блюз «You’ll Need Another Favor», исполненный в стиле Бобби Блэнда. В 1963 году певец выпустил свой самый большой хит «Part Time Love» авторства Клэя Хаммонда, возглавивший R&B-чарт и добравшийся до 19 места в Billboard Hot 100. Однако успех певцу развить не удалось, последующие альбомы 1960-х — 1970-х были слабее, хотя и содержали отдельные сильные песни, как например в 1971 году песня «Everybody Knows About My Good Thing Pt.1» попала в Топ-10 R&B-чарта.
В 1980-х — 1990-х записывался мало и спорадически, однако активно выступал до своей смерти.
В 1981 году сборник I Shoulda Been A Preacher, составленный из ранее выпущенных синглов Литтл Джонни Тейлора был номинирован на Blues Music Awards в номинации «Переизданный альбом». В 2016 году The Rolling Stones выпустили песню «Everybody Knows About My Good Thing» на своём альбоме Blue and Lonesome
Умер в мае 2004 года в Региональном медицинском центре Конвея.
«Тейлор привнес в блюз спонтанность, заимствованную из его опыта работы в квартетной госпел-музыке. В эпоху, когда блюз быстро выходил из моды в афроамериканском сообществе, он предложил освежающе современный, душевный подход к жанру, который удерживал его записи в чартах с 1963 по 1974 год»
«…был одним из лучших исполнителей стиля R&B, называемого соул-блюзом, который сочетает в себе вокальный подход черного госпела с блюзом».

## Дискография

### Попавшие в чарты синглы
| Год  | Сингл                                      | Позиция в чарте | Позиция в чарте |
| Год  | Сингл                                      | US Pop          | US R&B          |
| ---- | ------------------------------------------ | --------------- | --------------- |
| 1963 | «You’ll Need Another Favor»                | -               | 27              |
| 1963 | «Part Time Love»                           | 19              | 1               |
| 1964 | «Since I Found A New Love»                 | 78              |                 |
| 1966 | «Zig Zag Lightning»                        | -               | 43              |
| 1971 | «Everybody Knows About My Good Thing Pt.1» | 60              | 9               |
| 1972 | «It’s My Fault Darling»                    | -               | 41              |
| 1972 | «Open House At My House (Part 1)»          | -               | 16              |
| 1973 | «I’ll Make It Worth Your While»            | -               | 37              |
| 1974 | «You’re Savin' Your Best Loving For Me»    | -               | 83              |